# Joaquín Colombres
Joaquín Colombres (28 de marzo de 1827-29 de octubre de 1898) fue un destacado militar nacido en la Ciudad de Puebla, distinguido por su participación durante la Segunda Intervención Francesa en la Batalla de Puebla y el Sitio de Puebla de 1863.

## Primeros Años
Nació en la Ciudad de Puebla el 28 de marzo de 1827, con el nombre de Joaquín de la Luz Ruperto Colombres Álvarez, hijo de  Don José Gregorio Colombres y de Doña Manuela Álvarez. Sus padres fallecieron durante la epidemia de cólera que azotó la Ciudad de Puebla en 1833 cuando él era muy pequeño, quedando bajo la tutela del licenciado Franciso Xavier Vasconcelos, octavo marqués de Monserrate, quien era gran amigo de su padre y lo adoptó como su protegido brindándole la educación y cuidados que requirió durante su primera infancia. 
A los 11 años ingresó al Colegio Militar de México en 1838, cursando en la Escuela Militar de Ingenieros donde obtuvo el grado de teniente en 1843, capitán de Ingenieros en 1846 y teniente coronel en 1847. Se puso a las órdenes del general Félix  María Zuloaga en julio de 1846, trabajando notablemente en la fortificación de la de distintos puntos estratégicos, previo a la Batalla de Monterrey. Una vez concluida la batalla el teniente Joaquín Colombres cayó prisionero junto a más de 40 soldados mexicanos que luego fueron conducidos al Nogalar de San Nicolás de los Garza donde fueron interrogados por el intérprete del general Zachary Taylor. Más tarde sería liberado con sus compañeros durante un canje de prisioneros bajo la promesa de no tomar las armas nuevamente. Joaquín Colombres continuaría prestando sus servicios militares en las batallas de la Angostura, Cerro Gordo, Molino del Rey, al término de la Guerra de Intervención Norteamericana de 1846 a 1848, en un reporte de su superior General Francisco Mejía, da cuenta de las acciones heroicas de este Ingeniero Militar, al final recibiría condecoraciones por su brillante participación en la Batalla de Monterrey de 1846 en el Heroico y Olvidado Fortín de las Tenerías.

## Batalla en el Puente Nacional
En junio de 1852 hubo un pronunciamiento en Veracruz al mando de Juan Clímaco Rebolledo y del coronel Felipe Romero en contra del gobierno federal, por lo cual en Puebla el gobernador procedió a organizar la defensa. Un ejército salió de la Ciudad de México para combatir a los sublevados, pero su comandante, el general José López Uraga, recibió en Puebla la orden de trasladarse a Querétaro para enfrentar otra sublevación que avanzaba desde Jalisco, en donde se había proclamado el Plan del Hospicio, que pedia la renuncia de Mariano Arista y el regreso de Santa Anna. 
En Puebla se sublevó una compañía del batallón Iturbide la tarde del 30 de octubre, mientras los rebeldes de Rebolledo esperaban en el Puente Nacional la ocasión propicia para entrar en la ciudad. El gobierno del estado sometió a los rebeldes y frenó el avance de los sublevados de Veracruz cuando el ingeniero Joaquín Colombres recuperó el Puente Nacional y dispersó las fuerzas del coronel Romero. Después de estos hechos se dedicó a pacificar la entidad y posteriormente a fortificar el Puerto de Veracruz. En 1856 fue ascendido al grado de coronel a la edad de 29 años.

## Segunda Intervención Francesa
Su militancia bajo la bandera liberal durante la Guerra de Reforma lo llevó a ocupar el 6 de abril de 1861 la Oficialía Mayor del Ministerio de Guerra, de donde fue convocado por el general Ignacio Zaragoza para hacerse cargo del Cuerpo de Ingenieros del Ejército de Oriente el 18 de febrero de 1862..
De esta forma, quedó constituido el mando del Benemérito Ejército de Oriente previo a la Batalla de Puebla de 1862:
- Comandante en jefe, general de Brigada Ignacio Zaragoza.
- Cuartel maestre, general de Brigada Francisco Mejía.
- Comandante general de Artillería, Coronel graduado, Capitán. Zeferino Rodríguez.
- Comandante general de Ingenieros, Coronel. Joaquín Colombres.[5]

Entre la correspondencia del Gral. Zaragoza y el ministro de la Guerra podemos destacar la siguiente mención: 
“urgen 300 zapapicos, 200 barretas y 150 palas o las más que sea posible”. La fortificación fue concebida y dirigida por los ingenieros del ejército, del coronel Joaquín Colombres quien sabía de fortificación y conocía bien el terreno..
Luego de la derrota de las fuerzas invasoras al mando del general Lorencez, El general Ignacio Zaragoza confió a Joaquín Colombres los preparativos para consolidar la fortificación de la Ciudad de Puebla ante la inminencia de un contraataque francés.  Con la inesperada muerte de Ignacio Zaragoza el 8 de septiembre de 1862, el General Jesús González Ortega quedó al mando del Ejército de Oriente,  depositando toda su confianza en el trabajo de Colombres, promoviéndolo a general de Brigada en su relación emitida el 23 de febrero de 1863.